# Jan Seweryn Cieciszowski
Jan Seweryn Cieciszowski (Cieciszewski) z Obór herbu Kolumna (zm. przed 12 czerwca 1711 roku) – starosta mielnicki od 1688 roku.
Poseł sejmiku mielnickiego na sejm 1695 roku. Poseł sejmiku ziemi mielnickiej na sejm konwokacyjny 1696 roku. Jako poseł ziemi liwskiej był uczestnikiem Walnej Rady Warszawskiej 1710 roku.